# Tuinidee
Tuinidee is een Nederlands jaarlijks indoorevenement rond het thema tuin dat in Zwolle, 's-Hertogenbosch en Goes is gehouden. Het wordt georganiseerd door Libéma.
Tuinidee 's-Hertogenbosch bestaat sinds 1992 en werd sindsdien ieder jaar gehouden. Er zijn diverse paviljoens en een themaplein. Er worden demonstraties gegeven en er is informatie rondom de tuin te vinden.
Tuinidee Zwolle werd georganiseerd vanaf 2005.
In 's-Hertogenbosch vindt het evenement plaats in de Brabanthallen, in Zwolle werd het gehouden in de IJsselhallen en in Goes in de Zeelandhallen.